# Marc Stendera
Marc Stendera est un footballeur allemand né le 10 décembre 1995 à Cassel (Hesse). Il évolue au poste de milieu offensif.

## Carrière
Stendera intègre les sections de jeunes de l'Eintracht en 2010 et commence à prendre part aux entraînements de l'effectif professionnel lors de la saison 2012-2013. Fin octobre 2012, il prolonge son contrat qui se transforme le jour de sa majorité en contrat professionnel jusqu'à juin 2015. Le 6 avril 2013, il fait ses grands débuts en équipe première lors d'un match contre le Bayern Munich à l'âge de 17 ans, 3 mois et 27 jours ce qui en fait à ce moment le cinquième plus jeune professionnel de l'histoire de la Bundesliga. Deux semaines plus tard, contre Schalke 04 et toujours à domicile, il connaît sa première titularisation et donne une passe décisive pour le seul but du match.
Au niveau international, Stendera a connu les sélections allemandes U17, U18 et U19 et a ainsi atteint en 2012 la finale du Championnat d'Europe de football des moins de 17 ans 2012 où il manquera son tir au but face aux Pays-Bas.
Au début de la saison 2013-2014, lors d'un match de préparation contre VfR Aalen il se blesse au genou droit, la rupture du ligament croisée diagnostiquée le rendra indisponible pendant plusieurs mois.
Lors de la saison 2014-2015 il se révèle et fait une bonne saison, il est l'un des meilleurs joueurs de -20 ans cette saison. Il est auteur de 4 buts et 5 passes décisives en 28 matchs.
Le 1er juin il marque pour son équipe des -20 ans allemands pour une victoire 8-1 face aux -20 ans fidjiens.
Le 4 juin, encore pour les -20 ans allemands il réalise un doublé et donne une passe décisive face à l’Ouzbékistan, son équipe gagne 3-0.
Le 7 juin, il marque à la 2e minute et offre deux passes décisives face au Honduras -20 ans, son équipe gagne 5-1.

## Palmarès

### En équipe nationale
- Équipe d'Allemagne des moins de 17 ans
  - Finaliste du Championnat d'Europe de football des moins de 17 ans en 2012

### Distinctions personnelles
- Équipe d'Allemagne des moins de 17 ans
  - Troisième meilleur buteur du Championnat d'Europe de football des moins de 17 ans en 2012

## Liens wikipedia
- Les plus jeunes joueurs de Bundesliga (de) (en allemand)